# Antonio Maria Galli

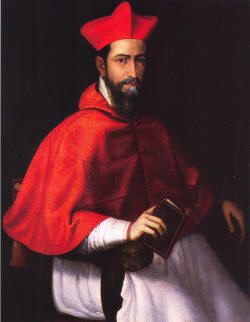
Antonio Maria Kardinal Galli (Ölgemälde von Giovan Battista Cavagna, ca. 1605)

Antonio Maria Galli, auch als Antonio Maria Gallo bekannt, (* wahrscheinlich 18. Oktober 1553 in Osimo; † 30. März 1620 in Rom) war ein italienischer Kardinal der Römischen Kirche und Bischof von Perugia.

## Leben
Er stammte aus einer patrizischen Familie aus den Marken und war das zweite von acht Kindern des Pierstefano Gallo und dessen Ehefrau Cleofe Massi (oder da Sirolo). Im Alter von 21 Jahren zog Antonio Maria Galli nach Rom und wurde in das Gefolge von Kardinal Felice Peretti di Montalto, O.F.M.Conv., dem späteren Papst Sixtus V., aufgenommen. Er diente jenem anfangs als Mundschenk, später als Sekretär.
Am 5. November 1586 zum Bischof von Perugia ernannt, empfing er am 11. November 1586 durch Kardinal Giovanni Battista Castrucci, Erzbischof von Chieti, unter Assistenz von Pietro Lunello, Bischof von Gaeta, und Antonio Migliori, Bischof von San Marco, die Bischofsweihe.
Papst Sixtus V. kreierte ihn im Konsistorium vom 16. November 1586 zum Kardinal. Er wies Galli als Kardinalpriester die Titelkirche Sant’Agnese in Agone zu, wo am 14. Januar 1587 dessen Installation erfolgte. Am 15. Januar 1590 wurde Kardinal Galli bis zum Ende des Jahres zum Päpstlichen Legaten für Romagna und am 19. Juli 1591 wurde er zum Bischof von Osimo ernannt.
Am 30. August 1600 wechselte er zur Titelkirche Santa Prassede. Der 1605 neugewählte Papst Paul V. förderte Galli von Beginn seiner Regierungszeit an und erhob ihn am 1. Juni 1605 zum Kardinalbischof von Frascati. Am 28. Mai 1608 wurde Galli Kardinalbischof von Palestrina, am 17. August 1611 Kardinalbischof von Porto e Santa Rufina und am 16. September 1615 folgte seine Ernennung zum Dekan des Heiligen Kollegiums und zugleich zum Kardinalbischof von Ostia e Velletri sowie zum Gouverneur von Velletri.
Seine Beisetzung erfolgte in der römischen Kirche Santa Maria in Aracoeli.

## Konklave
Antonio Maria Galli nahm an folgenden Konklaven teil:
- Konklave September 1590, gewählt wurde Papst Urban VII.
- Konklave Oktober 1590, gewählt wurde Papst Gregor XIV.
- Konklave 1591, gewählt wurde Papst Innozenz IX.
- Konklave 1592, gewählt wurde Papst Clemens VIII.
- Konklave März 1605, gewählt wurde Papst Leo XI.
- Konklave Mai 1605, gewählt wurde Papst Paul V.